# 未折疊蛋白反應
未折叠蛋白反应（The unfolded protein response, UPR），是一种与内质网（ER）应激相关的细胞应激反应。蛋白质由于各种原因不能正常折叠成二级结构，进而在内质网中累积，从而对细胞产生不利影响。UPR是细胞为移除这些影响而做出的反应。现已发现它在所有哺乳动物物种以及酵母和蠕虫生物之间是高度保留的。本文將主要介绍哺乳动物為主。
内质网腔中未折叠或错误折叠蛋白的累积会活化UPR。这种情况下UPR有三个目的：（1）最初通过停止蛋白质转译来恢复细胞的正常功能，（2）降解错误折叠的蛋白质（3）激活相应信号途径，进而产生更多分子伴侣来参与蛋白折叠。如果在一定时间内没有完成这些目标，或者破坏时间持久，UPR则会诱导凋亡。
UPR的持久过度激活与朊病毒以及一些其他的神经退化性疾病有关，抑制UPR可以作为这些疾病的疗法之一。适合抑制UPR的疾病包括克雅二氏病，阿尔茨海默病，帕金森病和亨廷顿舞蹈病。

## 内质网中的蛋白质折叠

### 蛋白质合成
蛋白质折叠指的是核糖体合成新生多肽之后的所有的涉及蛋白质生产的过程。将会被分泌或分选到其他细胞器的蛋白质携带N末端信号序列，它可以与信号识别粒子（signal recognition particle，SRP）相互作用。SRP将整个复合物（核糖体，RNA，多肽）引导至ER膜。一旦序列“对接”成功，蛋白质则会继续翻译，内质网上的转运蛋白则会直接把产生的链运到内质网中。一旦产生的多肽进入内质网腔环境，蛋白折叠就会立即开始，即使剩余多肽的翻译仍在继续。

### 蛋白质折叠和质量控制
蛋白质折叠步骤涉及一系列协调和调节反应的酶和分子伴侣，以及为了使反应发生所需的一系列底物。其中最重要的是N-连接糖基化和二硫键形成。一旦蛋白质序列通过易位子进入ER，就会发生N-连接的糖基化。多肽被糖分子糖基化，形成凝集素分子钙网蛋白(calreticulin，CRT; 可溶于ER腔) 和钙联接蛋白 ( calnexin，CNX; 膜结合)的关键配体。ER高氧化环境下，蛋白质二硫键异构酶促进二硫键的形成，赋予蛋白质结构稳定性，使其能够承受极端pH和降解酶等不利条件。
ER能够识别错误折叠的蛋白质从而避免ER的功能遭到破坏。上述糖分子同时也是细胞监测蛋白质折叠的手段，因为错误折叠的蛋白质变得特征性地缺乏葡萄糖残基，通过这一特征可以靶向并识别未折叠蛋白并且通过UGGT(UDP-glucose:glycoprotein glucosyltransferase)将之重新糖基化。如果这不能恢复正常的折叠过程，错误折叠的蛋白质的暴露的疏水残基则会被蛋白质葡萄糖调节蛋白78（glucose regulate protein 78， Grp78）结合。Grp78是休克蛋白70kDa家族成员之一，它可以防止蛋白质进一步转运和分泌。
在环境持续导致特定蛋白质错误折叠的情况下，这些错误折叠的蛋白质被认为会对ER的正常功能构成威胁，因为它们可以彼此聚集并累积。在这种情况下，蛋白质会被引导至内质网相关降解过程（endoplasmic reticulum-associated degradation，ERAD）。分子伴侣EDEM指导由错误折叠的蛋白质和PDI以及Grp78形成的短暂复合物逆转运回到细胞质。在这里它进入泛素-蛋白酶体途径，因为它被多个泛素分子标记，通过溶酶体将之降解。
成功的蛋白质折叠需要严格控制的底物环境，包括用以满足功能性分子伴侣的代谢能量需求的葡萄糖；与常驻分子伴侣结合的储存的钙；维持二硫键形成所需的氧化环境的氧化还原缓冲液。
HLA-B27可以通过干扰重要信号蛋白(IL-10和TNF) 导致蛋白折叠失败。至少一些干扰依赖于正确的HLA-B27折叠。
然而，如果环境导致蛋白质折叠的全球性破坏超过了ER的应对机制，那么UPR就会被激活。

## 分子机制

### 起始
分子伴侣BiP/Grp78在ER内具有一系列功能。它通过与特定的跨膜受体蛋白的腔内结构域结合来维持其参与启动处于非活性状态的UPR的下游信号传导（不确定翻译）。大量错误折叠的蛋白质或仅仅是蛋白质的过度表达（例如，IgG）需要更多的BiP/Grp78来与这些蛋白质的暴露疏水区域结合，因此，BiP/Grp78从这些受体位点解离以满足该需求。从膜内受体结构域解离了Grp78的受体蛋白会变成激活状态。PERK在静息细胞中与BiP二聚化，在ER应激细胞中寡聚化。
虽然这是传统上被接受的模型，但人们对其有效性提出了质疑。有人认为支持该模型的遗传和结构证据仅表明BiP解离仅与Ire1激活相关，而不是特异性地引起它。另一种模型认为，未折叠的蛋白质与Ire1的ER-内腔结构域直接相互作用，引起寡聚化和跨自磷酸化。

### 功能
UPR激活的起始阶段有两个关键角色：
PERK受体导致翻译衰减和细胞周期停滞。这一过程持续数分钟至数小时。PERK（蛋白激酶RNA样内质网激酶）通过游离的腔结构域的寡聚化和自磷酸化激活自身。活化的胞质结构域通过直接磷酸化mRNA翻译机器的调节引发剂（eIF26）的α亚基而引起翻译衰减。这也导致参与细胞周期运行的蛋白质机制的翻译衰减，导致细胞阻滞在G1期。PERK缺乏可能对与ER应激相关的生理状态产生显着影响。
增加参与到UPR功能的蛋白的产生。UPR激活同时会导致参与到错误折叠蛋白的分子伴侣，蛋白折叠和ERAD的蛋白的上调，包括产生更多的Grp78。最终，增加了可以处理错误折叠的蛋白质负荷的细胞分子机制。这些受体蛋白有：
- 肌醇依赖的激酶1（Inositol-requiring kinase 1），其自由腔内结构域通过同二聚化和跨自磷酸化激活自身。其被激活的结构域可以通过间接去除转录因子XBP1（Xbox binding protein）的mRNA中的26bp的内含子而将之激活。这个激活的转录因子通过直接结合细胞核中的应激元件启动子来上调UPR'应激基因'。
- ATF6 (activating transcription factor 6)是一种基础的亮氨酸拉链转录因子。在Grp78解离后，这个90kDa的蛋白易位至高尔基体，在那里它被蛋白酶切割，形成活性的50kDa转录因子，然后转位至细胞核。它与在UPR中上调的基因的上游的应激元件启动子结合。

这些反应的目的是消除累积的蛋白质负荷，同时防止任何进一步的压力增加，从而可以尽快恢复ER的正常功能。
如果UPR途径以异常方式被激活，例如当肥胖引发慢性ER应激并且该途径是组成型活性时，这可导致对胰岛素信号传导不敏感并因此导致胰岛素抗性。患有肥胖症的个体对其细胞的分泌和合成系统的需求增加。由于异常情况破坏ER稳态，这激活了细胞应激信号和炎症途径。

### 文献
- 浦野文彦（企画）、実験医学2009年3月号 Vol.27 No4. 特集：小胞体ストレスと疾患
- Kim, I., Xu, W. and Reed, J. C.: Cell death and endoplasmic reticulum stress: disease relevance and therapeutic opportunities. Nature Review Drug Discovery 7: 1013-1030, 2008
- Ron, D. and Walter, P.: Signal integration in the endoplasmic reticulum unfolded protein response. Nature Review Molecular Cell Biology 8: 519-529, 2007